# وليد عبد الرحيم
وليد سليم يوسف عبد الرحيم (أبو خالد؛ وُلد في عام 1955 في الزرقاء – تُوفي في 10 فبراير 2021 في عمان) صحفي ودبلوماسي فلسطيني-أردني، شغل منصب سفير دولة فلسطين لدى بيرو بين عامي 2006 و2014، ولدى الأوروغواي بين عامي 2014 و2021.

## حياته
درس الصحافة والإعلام في جامعة هافانا في كوبا، وعمل ضمن طاقم السفارة الفلسطينية لدى كوبا حتى عام 2005 حيث صار قائمًا بأعمال سفارة دولة فلسطين لدى نيكاراغوا.
مُنح في 31 أكتوبر 2005 رُتبة سفير وعُين رئيسًا لبعثة فلسطين لدى البيرو. وفي 4 مارس 2006 قدم أوراق اعتماده إلى وزير خارجية بيرو.
يُعد أول سفيرًا لدولة فلسطين لدى الإكوادور، حيث قدم أوراق اعتماده إلى رئيس جمهورية الإكوادور في 30 نوفمبر 2008 سفيرًا غير مقيم لدولة فلسطين.
قدم أوراق اعتماده سفيرًا لسفارة دولة فلسطين لدى الأوروغواي في 5 ديسمبر 2014.
في 12 فبراير 2015، مُنح وسام «شمس البيرو» بدرجة الصليب الكبير بمناسبة انهاء مهمته الدبلوماسية في البيرو.

## وفاته
أعلنت وزارة الخارجية والمُغتربين الفلسطينية عن وفاته في العاصمة الأردنية في 10 فبراير 2021 إثر مرض عضال، ودُفن في مقبرة شفا بدران شمال عمّان في 11 فبراير 2021.

## جوائز مستلمة
مُنح وسام شمس البيرو من درجة الصليب الأكبر لمناسبة انتهاء مهامه في بيرو سفيرًا لدولة فلسطين في فبراير 2015.